# Kuljeet Randhawa
Kuljeet Randhawa (* 1. Januar 1976; † 8. Februar 2006 in Mumbai) war eine indische Schauspielerin.
Randhawa war ein bekanntes Gesicht aus der Werbung, insbesondere aus Werbeclips für Pepsi und Whirlpools. Als Schauspielerin war sie in Indien als „Irawati Kohli“ in der Fernsehserie Kohinoor und der Serie Special Squad ein Publikumsliebling.
Kuljeet Randhawa nahm sich 18 Monate nach dem Suizid ihrer Freundin, der Schauspielerin und des Models Nafisa Joseph, das Leben. Sie wurde am 8. Februar 2006 tot in ihrer Wohnung in Juhu aufgefunden.